# レッド・ウォーター/サメ地獄
『レッド・ウォーター/サメ地獄』（れっど・うぉーたー/さめじごく、Red Water）は、2003年に公開されたアメリカ合衆国のテレビ映画。日本では本編よりも、木曜洋画劇場での放映の際のCMについて評価が高い。

## あらすじ
ルイジアナ州に住むジョン・サンダースはある日不思議なものを目にする。それは海を超えなぜか川を昇ってくる巨大なサメの姿であった

## 登場人物
ジョン・サンダース
演 - ルー・ダイアモンド・フィリップス
貸しボート業を営む男。
ケリー・レイモンド
演 - クリスティ・スワンソン
ジョンの元妻。
アイス
演 - クーリオ
マフィアの一員。リックとは従兄弟。
エメリー・ブラウザード
演 - ロブ・ボルティン
ジョンの相棒。
ジーン・ブラッドリー
演 - ギデオン・エメリー
石油会社の社員。
ハンク・エリス
演 - チャールズ・デュマス
採掘技師。ジョンの師匠。
ジェリー・コリンズ
演 - ジェームズ・ウールベット
元マフィア。ボスの金を盗んで逃げた末に警察に逮捕されていた。現在は服役を終えている。
ブレット・ヴァン・ライアン
演 - ラングレー・カークウッド
回収屋。ジェリーが持ち逃げした金を取り戻すようにマフィアのボスから依頼を受け、アイスと共に追う。
マリー・サヴォイ
演 - ナタリー・ボルト
銀行の女性職員。
デイル・ランドリー
演 - デニス・ヘイスキンズ
ジョンの友人。

## キャスト
| 役名                       | 俳優                             | 日本語吹替                                 | 日本語吹替                                                                |
| 役名                       | 俳優                             | VHS版                                      | テレビ東京版                                                              |
| -------------------------- | -------------------------------- | ------------------------------------------ | ------------------------------------------------------------------------- |
| ジョン・サンダース         | ルー・ダイアモンド・フィリップス | 田中正彦                                   | 堀内賢雄                                                                  |
| ケリー・レイモンド         | クリスティ・スワンソン           | 魏涼子                                     | 本田貴子                                                                  |
| アイス                     | クーリオ                         | 楠大典                                     | 東地宏樹                                                                  |
| エメリー・ブラウザード     | ロブ・ボルティン                 | 藤原啓治                                   | 村治学                                                                    |
| ジーン・ブラッドリー       | ギデオン・エメリー               | 中田和宏                                   | 青山穣                                                                    |
| デイル・ランドリー         | デニス・ヘイスキンズ             | 小山武宏                                   | 楠見尚己                                                                  |
| ハンク・エリス             | チャールズ・デュマス             | 島香裕                                     | 辻親八                                                                    |
| リック                     | ツミショ・マーシャ               |                                            | 竹田雅則                                                                  |
| ジェリー・コリンズ         | ジェームズ・ウールベット         | 遠藤純一                                   | 駒谷昌男                                                                  |
| ブレット・ヴァン・ライアン | ラングレー・カークウッド         | 土田大                                     | 内田直哉                                                                  |
| マリー・サヴォイ           | ナタリー・ボルト                 |                                            | 森夏姫                                                                    |
| アンドレ・ガウトリュー     | ニコラス・アンドリュース         |                                            |                                                                           |
| アンドレのおじ             | クライヴ・スコット               | 岩田安生                                   |                                                                           |
| ラコーム                   | ガース・コリンズ                 |                                            | 高階俊嗣                                                                  |
| その他                     |                                  | 山田里奈 富坂晶 倉持良子 望月健一 吉野貴宏 | 木村雅史 小林由美子 鈴木正和 永吉ユカ 田代有紀 藤井啓輔 田村健亮 門田幸子 |
|                            |                                  |                                            |                                                                           |
| 演出                       |                                  | 高田浩光                                   | 伊達康将                                                                  |
| 翻訳                       |                                  | 石渡恵理子                                 | 佐藤恵子                                                                  |
| 調整                       |                                  | 安齋歩                                     | 高久孝雄                                                                  |
| 効果                       |                                  |                                            | リレーション                                                              |
| 制作                       |                                  | ソニーPCL                                  | テレビ東京 東北新社                                                       |

- VHS版：U-NEXTで配信
- テレビ東京版：初回放送2009年2月12日『木曜洋画劇場』

## 制作・リリース
この映画は、ルイジアナ州にある川をさかのぼり大混乱を巻き起こすオオメジロザメを描いたものである。2003年8月にターナー・ブロードキャスティング・システム（TBS）で初放送が行われ、同局史上最も高い視聴率を獲得したテレビ映画となった。 
撮影に使われた「サメ」は3頭だが、編集によって1頭のサメのように見せている。このうちの1頭はアニマトロニクスで、水中を自由に泳ぎまわる史上初の「サメ」となった。
作中で川に沈んでいる自動車のナンバープレートには、“ルイジアナ州 007-o-981”と記されている。これは1975年の映画『ジョーズ』へのオマージュであり、『ジョーズ』でフーパーがサメの腹から取り出したプレートの番号と同じである。